# Électrode réversible à hydrogène
Ne doit pas être confondu avec Électrode standard à hydrogène.
Une électrode réversible à hydrogène (ERH) est une électrode de référence pour les procédés électrochimiques, utilisant le couple rédox H+/H2. Elle diffère de l'électrode standard à hydrogène par le fait que son potentiel varie avec le pH.
Le nom de l'électrode vient du fait qu'elle est plongée directement dans l'électrolyte, et non connectée à lui par un pont salin. La concentration en ion hydrogène n'est donc pas de 1, mais celle de l'électrolyte; de cette façon, il est possible d'obtenir un potentiel stable même lorsque la valeur du pH varie.
Le potentiel de l'ERH est corrélé à la valeur du pH par l'équation :
{\displaystyle E_{0}=0{,}000-0{,}059\times {\rm {pH}}}
En général, dans les électrodes à hydrogène où se produit la réaction :
{\displaystyle 2\;\mathrm {H_{3}O^{+}} \;+\;2\;\mathrm {e^{-}} \quad {\overrightarrow {\leftarrow }}\quad \mathrm {H_{2}} \;+\;2\;\mathrm {H_{2}O} }
il y a une dépendance entre le potentiel à l'équilibre ({\displaystyle E}), la pression en dihydrogène ({\displaystyle p\mathrm {[H_{2}]} }) et l'activité des ions oxonium ({\displaystyle a\mathrm {[H_{3}O^{+}]} }) :
{\displaystyle E=E_{00}+{\frac {R\;T}{F}}\left(\ln \left(a[\mathrm {H_{3}O^{+}} ]\right)-{\frac {1}{2}}\ln \left(\;p[\mathrm {H_{2}} ]\right)\right)}
où {\displaystyle E_{00}} est le potentiel standard (par définition égal à zéro), R la constante universelle des gaz parfaits , T la  température absolue et F la constante de Faraday.

## Principe
L'électrode réversible à hydrogène est une électrode standard assez facile à mettre en place, et de façon reproductible. Le terme renvoie à une électrode à hydrogène directement plongée dans l'électrolyte.
Le principal avantage de ce type d'électrode est qu'il n'y a pas besoin de pont salin :
- il n'y a donc pas contamination de l'électrolyte par des ions Cl− ou SO42− ;
- il n'y a pas de diffusion de potentiel au point électrolytique (potentiel de jonction liquide). Ceci est important pour des mesures à des températures différentes de 25 °C ;
- des mesures longues sont possibles (pas de pont électrolytique implique pas de maintenance du pont).